# Nancy Benda
Nancy Benda (* 1970) ist eine Geigerin (Violine und Viola).
Sie entstammt als Tochter des Pianisten, Komponisten und Musikpädagogen Sebastian Benda (1926–2003) und der Pianistin Luzia Dias Benda der seit dem 19. Jahrhundert aktiven Musikerfamilie  Benda. Ihre Geschwister sind die Musikpädagogin Angela Benda, der Cellist und Dirigent Christian Benda, der Klarinettist François Benda und die Pianistin Denise Benda. Zusammen mit ihrer jüngeren Schwester Denise (* 1972) bildet sie das Duo Benda.

## Diskografie
- Music of the Benda Family[3]

## Schriften
- mit Vincent Providoli: Die Bogenfahrt. Schriftliche Hausarbeit im Fach Violin- und Violamethodik. Abschlussarbeiten im Fach Methodik an der Musikhochschule Basel, Verlag Hochschule für Musik, 2006